# マンダリーナの息子

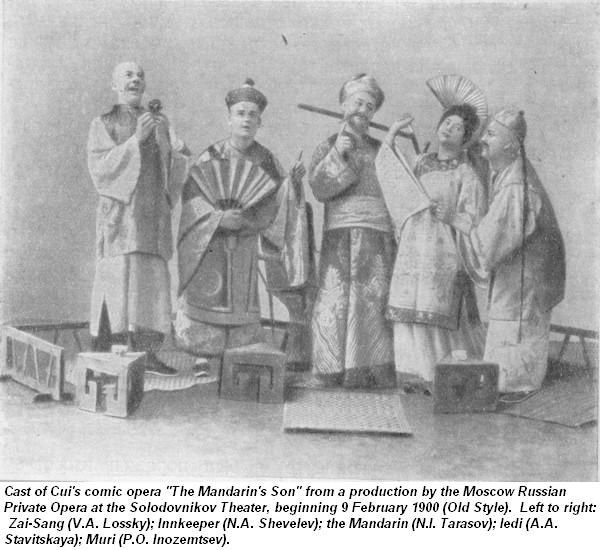

『マンダリーナの息子』（(露：Сын мандарина）は、ツェーザリ・キュイにより1859年に作曲された喜劇オペラである。ヴィクトール・アレクサンドロビッチ・クルイロフにより執筆された台本は、会話文が多用されたものとなっている。このオペラはフランスの作曲家ダニエル＝フランソワ＝エスプリ・オベールの影響を少なからず受けており、特に当時サンクトペテルブルクで上演されていた「ブロンズの馬（仏：Le cheval de bronze）」とは設定も似通っている。キュイはこの作品を前年に結婚したばかりの妻マリヴィーナ・バンベルクに捧げた。編曲はミリイ・バラキレフによるものである。

## 上演と評価
『マンダリーナの息子』の初演はいわば「家族向け」のものであった。1859年2月2日にサンクトペテルブルクにあるキュイの親戚のアパートにて、ピアノの伴奏で上演された。お役人の役のモデスト・ムソルグスキーや、宿屋の娘役のマリヴィーナなどが主なキャストだった。
最初の公開上演は1878年12月7日で、芸術家クラブ（露：Клуб художников）により行われたサンクトペテルブルクでの公演である。それ以来、これはキュイのオペラの中でもロシア国内で人気の高い作品となったが、キュイの死後、時をおかずしてあまり上演されなくなったようである。しかし1998年にはモスクワのポクロフスキー・チェンバー・ミュージック・シアターにより修正作品が再演されている。

## 主な登場人物
- カウ・チン（バス）：　上級官僚
- ツィンツィン（バリトン）：　宿屋の主人
- レディ（ソプラノ）：　宿屋の主人の娘
- ムリ（テノール）：　宿屋の使用人
- ツァイ・サン（バス）：　宿屋のもう一人の使用人

## あらすじ
場所：中国のある宿屋
宿屋の主人は、娘のレディが使用人のムリに興味を持っていることに気付き、すぐさまムリに出て行くよう命じる。そんなこんなの間にお役人がやって来て、長い間生き別れになっている息子を探していると話す。実はその息子というのがムリだった。

## 参考資料
- Bernandt, G.B. Словарь опер впервые поставленных или изданных в дореволюционной России и в СССР, 1736-1959 [Dictionary of Operas First Performed or Published in Pre-Revolutionary Russia and in the USSR, 1836-1959]. Москва: Советский композитор, 1962, p. 288.
- Cui, César. Сын мандарина: комическая опера в одном действии [The Mandarin's Son: comic opera in one act]. Ст.-Петербург: А. Битнер, 1859.
- Le fils du mandarin: opéra comique en un acte. Réduction pour chant et piano. Leipzig: Rahter, 1888.
- Krylov, V.A. "Композитор Ц.А. Кюи (отрывок из воспоминание)," Прозаические сочинения в двух томах, т. 2 ["The Composer C.A. Cui (Fragment from Reminiscences)," Prose Works in Two Volumes, v. 2]. С. Петербург, 1908, pp. 289-300.
- Nazarov, A.F. Цезарь Антонович Кюи [Cezar' Antonovič Kjui]. Moskva: Muzyka, 1989.